# Wrong (film)
Wrong è un film del 2012 diretto da Quentin Dupieux.

## Trama
Dolph Springer si sveglia una mattina scoprendo che il suo amato cane Paul è scomparso. Durante le ricerche dovrà comunque continuare la surreale vita che conduce tutti i giorni. Continua ad andare a lavorare nell'ufficio dal quale è stato licenziato da mesi e a sedersi con discrezione alla sua ex scrivania in un open space in cui piove sempre. Gestisce i rapporti con il suo vicino di casa Mike che sta partendo per un lungo viaggio. Incuriosito da un biglietto pubblicitario telefona per ordinare una pizza a domicilio e la telefonista, Emma, si innamora perdutamente di lui. Ed infine, insieme al suo giardiniere Victor, cerca di risolvere i problemi del proprio giardino dove durante la notte una palma si è trasformata in un pino.
Dolph viene però a conoscenza di cosa è accaduto a Paul solo incontrando uno strano guru dal viso sfigurato dall'acido di nome Maestro Chang. Questi gli offre di assumere Ronnie, un detective alquanto bizzarro, per ritrovare il cane. Le ricerche di Ronnie lo portano effettivamente a scoprire delle verità su Paul ma, in un successivo incontro con Chang, il Maestro rivela a Dolph di aver sognato il momento esatto in cui Paul tornerà da lui.

## Produzione
Il film è stato interamente girato con il prototipo di una telecamera digitale, la HD-Koi.

## Distribuzione
Il film è stato proiettato per la prima volta il 21 gennaio 2012 al Sundance Film Festival.

## Riconoscimenti
Il protagonista Jack Plotnick è stato candidato al Gran Premio della Giuria: World Cinema Dramatic al Sundance Film Festival 2012.

## Colonna sonora
Composta dallo stesso Quentin Dupieux con il suo pseudonimo per le produzioni musicali "Mr. Oizo" insieme a David Sztanke, alias Tahiti Boy, del gruppo francese electrorock Tahiti Boy and the Palmtree Family, la colonna sonora ufficiale di Wrong è stata pubblicata in edizione digitale su Amazon il 27 agosto 2012 ed il 10 settembre dello stesso anno in vinile e CD, prodotta da Because Music ed Ed Bangers Records.
Dupiex ha coinvolto ed invitato Sztanke a collaborare con un tweet, offrendogli in cambio tre drum machine, tra cui una Roland TR-808.

### Tracce
- 1. Tahiti Boy & Mr. Oizo - Wrong - 2:26
- 2. Tahiti Boy & Mr. Oizo - Ronnie - 2:13
- 3. Tahiti Boy & Mr. Oizo - Pizza Note - 2:34
- 4. Tahiti Boy & Mr. Oizo - Mind Link 1 - 2:18
- 5. Tahiti Boy & Mr. Oizo - Mind Link 2 - 3:04
- 6. Tahiti Boy & Mr. Oizo - Ringtone - 1:07
- 7. Tahiti Boy & The Palmtree Family - Solution - 3:43
- 8. Tahiti Boy & Mr. Oizo - Le Detective - 1:38
- 9. Tahiti Boy & Mr. Oizo - Turd Vision- 2:26
- 10. Tahiti Boy & Mr. Oizo - Phase 7 - 3:18
- 11. Tahiti Boy & Mr. Oizo - Palmtree - 1:31
- 12. Tahiti Boy & The Palmtree Family - Resolution - 3:54
- 13. Tahiti Boy & Mr. Oizo - Master Chang - 1:10